# Али (филм)
„Али“ (на английски: Ali) е американска биографична спортна драма от 2001 г. на режисьора Майкъл Ман, който се фокусира за живота на боксьора Мохамед Али, изигран от Уил Смит.